# Bicaz-Chei
Bicaz-Chei é uma comuna romena localizada no distrito de Neamţ, na região de Moldávia. A comuna possui uma área de 110.00 km² e sua população era de 4798 habitantes segundo o censo de 2007.